# 스너피
스너피(Snuppy)는 대한민국 서울대학교의 이병천·황우석 교수팀에 의해 태어난 최초의 복제 개이다. ‘스너피’라는 이름은 서울대학교의 영문 머리글자인 SNU와 강아지의 영어 단어 puppy의 합성어이다.
아프간하운드 종의 수캐 ‘타이’의 체세포 핵을 채취한 다음 다른 개의 난자핵을 제거하고 채취된 타이’의 체세포 핵을 이식(삽입)하여 복제 수정란을 만들어 리트리버종의 자궁에 이식했고 제왕절개로 분만시켰다. 최초의 복제 개 스너피는 2005년 타임지에서 "올해의 가장 놀라운 발명품(The most amazing inventions of 2005)"으로 선정되는 등 학계 뿐만 아니라 일반 대중에게도 큰 주목을 받았다. 2008년 5월에는 복제개들의 생식 능력 확인 차원에서 스너피의 정자와 2006년 6월, 7월에 태어난 암컷 복제 개 보나, 호프 등의 난자를 인공 수정시킨 뒤 다시 암컷들의 자궁에 착상시켜 새끼를 출산하였다. 이렇게 태어난 9마리의 개들은 2009년 9월 일반인들에게 무상으로 분양키로 하였다고 한다. 한편 스너피 탄생 초기에는 복제개가 맞는지에 대한 논란이 많았지만, 전문감정기관인 휴먼패스에 의뢰한 결과 진짜 복제 개인 것으로 판명이 났다.

## 성공률
2004년 스너피 복제의 성공률은 0.02%였으나 2011년 코요태 복제연구에서 50%로 향상시켰다. 2013년 미국의 인간 배아줄기세포 복제에서도 50% 성공률을 달성했다.

## 인간 복제
개 복제 다음은 원숭이 복제이며, 그 다음은 인간 복제로 이어진다. 원숭이 복제는 그만큼 생명윤리적으로 민감한 이슈이다.

## 같이 보기
- 돌리